# Хардер, Пернилле
Пернилле Мосегар Ха́рдер (дат. Pernille Mosegaard Harder; род. 15 ноября 1992, Икаст, Рингкёбинг) — датская футболистка, нападающий немецкого клуба «Бавария» и капитан сборной Дании. Дважды признавалась лучшей футболисткой Европы (2018, 2020).

## Личная жизнь
Начиная с мая 2014 года Хардер состоит в отношениях с футболисткой Магдаленой Эрикссон.

## Достижения

### Командные
«Линчёпинг»
- Чемпионка Швеции: 2016
- Обладательница Кубка Швеции (2): 2014, 2015

«Вольфсбург»
- Чемпионка Германии (4): 2016/17, 2017/18, 2018/19, 2019/20
- Обладательница Кубка Германии (4): 2016/17, 2017/18, 2018/19, 2019/20
- Финалистка Лиги чемпионов УЕФА (2): 2017/18, 2019/20

«Челси»
- Чемпионка Англии (3): 2020/21, 2021/22, 2022/23
- Обладательница Кубка Англии (3): 2020/21, 2021/22, 2022/23
- Обладательница Кубка Английской лиги 2020/21
- Финалистка Лиги чемпионов УЕФА: 2020/21

### Личные
- Футболистка года в Дании (7): 2012, 2015, 2016, 2017, 2018, 2019, 2020
- Лучшая футболистка Европы (2): 2018, 2020
- Goal 50: 2017
- Футболистка года в Германии: 2020
- Лучший бомбардир Лиги чемпионов УЕФА: 2018/19